# عماد ادریس
عماد ادریس (عربی: عماد ادريس؛ زادهٔ ۲۲ ژوئن ۱۹۵۵) بوکسور اهل سوریه بود.